# Green Island Brook
Green Island Brook is een dorp en local service district in de Canadese provincie Newfoundland en Labrador. De plaats bevindt zich aan de noordwestkust van het eiland Newfoundland.

## Geschiedenis
In 1981 kreeg Green Island Brook voor het eerst beperkt lokaal bestuur doordat de plaats een local service district werd.

## Geografie
Green Island Brook ligt in het uiterste noordwesten van het Great Northern Peninsula, het meest noordelijke gedeelte van Newfoundland. Het dorp ligt nabij het smalste punt van de Straat van Belle Isle, op slechts 22 km van Labrador. Green Island Brook ligt langs provinciale route 430 op 2 km ten noordoosten van Green Island Cove en 4 km ten zuidwesten van Eddies Cove.
De plaats is vernoemd naar het gelijknamige stroompje dat ter hoogte van het dorp in zee uitmondt. De stroom zelf is vernoemd naar Green Island, een langwerpig en vlak eiland dat zo'n 2,5 km ten westen van het dorp ligt.

## Demografie
Demografisch gezien is de designated place Green Island Brook, net zoals de meeste kleine dorpen op Newfoundland, aan het krimpen. Tussen 1991 en 2021 daalde de bevolkingsomvang van 311 naar 132. Dat komt neer op een, ook naar Newfoundlande normen, grote daling van 179 inwoners (-57,6%) in 30 jaar tijd.
| Demografische ontwikkeling van Green Island Brook tussen 1991 en 2021 |
| --------------------------------------------------------------------- |
|                                                                       |
| Bron: Statistics Canada (1991–1996, 2001–2006, 2011–2016, 2021)       |

## Flora
De directe omgeving van het dorp is een bijzonder belangrijke habitat voor Braya fernaldii, een bedreigde kruidachtige bloemplant die endemisch is aan de kalksteenvlaktes van het Great Northern Peninsula. In 2008 telde de soort naar schatting amper 3300 individuele bloeiende planten, verspreid over zestien populaties. De populatie te Green Island Brook was volgens de telling goed voor meer dan meer dan 2000 van die planten, oftewel ruim 60% van de wereldwijde populatie.